# Boundoré (Burkina Faso)
Pour les articles homonymes, voir Boundoré.
Boundoré est une commune située dans le département éponyme, dans la province du Yagha, région du Sahel, au Burkina Faso.